# Bíňa
Bíňa (ungarisch Bény) ist eine Gemeinde im Okres Nové Zámky innerhalb des Nitriansky kraj in der Slowakei mit etwa 1500 Einwohnern.

## Geographie

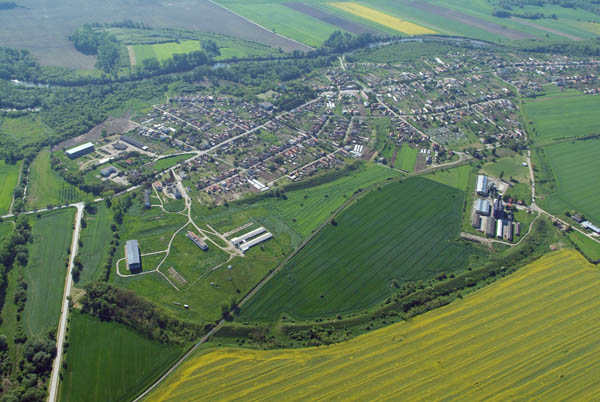
Luftaufnahme von Bíňa

Die Gemeinde im slowakischen Donautiefland, präziser gesagt in dessen hügeligem Teil, liegt am Zusammenfluss des Baches Kvetnianka mit dem Hron (deutsch Gran). Bíňa ist 17 Kilometer nordnordwestlich von Štúrovo und etwa 40 Kilometer südlich von Levice entfernt.
Verwaltungstechnisch gliedert sich die Gemeinde in die Gemeindeteile Bíňa und Kolónia.

## Geschichte
Auf dem Gebiet der heutigen Gemeinde befand sich im 2. Jahrhundert eine römische Vorfestung, die im Rahmen der römischen Kriege gegen die germanischen Stämme entstand. Hier sollte zudem der römische Kaiser Mark Aurel einen Teil seines auf Griechisch verfassten Werks „Ta eis heauton“ (deutsch Meditationen) geschrieben haben.
Der heutige Ort wurde zum ersten Mal 1135 als Byn schriftlich erwähnt. Neben der Ortschaft entstand im 11. bis 14. Jahrhundert ein Befestigungssystem, welches auch eine romanische Kirche aus dem 13. Jahrhundert sowie eine romanische Rotunde aus dem 12. Jahrhundert umfasste. 1401 ist ein Ort namens Nagbeen bekannt, was auf eine Teilung hinweist. Die Orte Malá Bíňa (damals ungarisch Kisbény) und Veľká Bíňa (ungarisch Nagybény) vereinigten sich 1895 zur heutigen Gemeinde.
1918 kam der bisher im Komitat Gran innerhalb des Königreichs Ungarn liegende Ort zur Tschechoslowakei. 1938–1945 gehörte er auf Grund des Ersten Wiener Schiedsspruchs noch einmal zu Ungarn.

## Bevölkerung
| Jahr                | 1994 | 2004    | 2014    | 2024    |
| ------------------- | ---- | ------- | ------- | ------- |
| Anzahl der Personen | 1439 | 1466    | 1468    | 1403    |
| Unterschied         |      | +1,87 % | +0,13 % | −4,42 % |

| Jahr                | 2023 | 2024    |
| ------------------- | ---- | ------- |
| Anzahl der Personen | 1411 | 1403    |
| Unterschied         |      | −0,56 % |